# Nirasaki
Nirasaki (japanska: 韮崎市?, Nirasaki-shi) är en stad i Yamanashi prefektur på ön Honshu i Japan. Nirasaki är belägen längs Kamanashifloden, strax nordväst om prefekturens administrativa huvudort, Kōfu. Staden fick stadsrättigheter 1954.